# Estadio Central (Astracán)
El Estadio Central (en ruso: Центральный стадион, Tsentralnyi Stadion) es un estadio multiusos ubicado en la ciudad de Astracán, sur de Rusia. Es la sede del FC Volgar Astrakhan club de la Liga Nacional Rusa, la segunda categoría del fútbol profesional en el país.
El estadio fue construido en 1955, y su capacidad inicial era de 15 000 espectadores y estaba equipado solamente con gradas de madera. Una gran renovación del recinto se llevó a cabo en 1999, se instalaron asientos de plástico y sistema de iluminación. En 2013 se le proveyó de sistema de drenaje y riego automático, y nueva pista de atletismo.
El 21 de mayo de 2015 el estadio albergó la final de la Copa de Rusia temporada 2014/15, entre el Lokomotiv de Moscú y el Kuban Krasnodar.